# Karam Idris
Karam Idris (* 14. Februar 1996 in London) ist ein englischer Fußballspieler.

## Karriere
Karam Idris stand von Juli 2023 bis Dezember 2023 beim thailändischen Drittligisten Royal Thai Air Force FC in der Hauptstadt Bangkok unter Vertrag. Mit dem Verein spielte er elfmal in der Bangkok Metropolitan Region der Liga. Im Dezember 2023 wechselte er in die Western Region zum Angthong FC. Mit dem Verein aus Angthong spielte er 14-mal in der Western Region. Hierbei erzielte er zwölf Treffer. In der Hinrunde der Spielzeit 2024/25 spielte er nach dem Wechsel der Region neunmal in der Central Region. Im Januar 2025 nahm ihn der Zweitligist Pattaya United FC aus dem Seebad Pattaya unter Vertrag. Sein Zweitligadebüt gab er am 4. Januar 2025 (18. Spieltag) im Auswärtsspiel gegen den Chainat Hornbill FC. Bei dem 2:0-Auswärtserfolg stand er in der Startelf und wurde in der 82. Minute gegen Phufah Chuenkromrak ausgewechselt. Am Ende der Saison 2024/25 belegte er mit Pattaya den 16. Tabellenplatz und musste somit in die dritte Liga absteigen. Für Pattaya bestritt er 15 Ligaspiele. Hierbei erzielte er zwei Treffer. Nach dem Abstieg wurde sein Vertrag im Sommer 2025 nicht verlängert.